# Pelidnota agnesae
Pelidnota agnesae är en skalbaggsart som beskrevs av Soula 2010. Pelidnota agnesae ingår i släktet Pelidnota och familjen Rutelidae. Inga underarter finns listade i Catalogue of Life.